# Orthocaulis attenuatus
Orthocaulis es un género monotípico de musgos hepáticas perteneciente a la familia Anastrophyllaceae. Su única especie es: Orthocaulis attenuatus.  

## Taxonomía
Orthocaulis attenuatus fue descrita por (Nees) A.Evans y publicado en Annales Bryologici 10: 4. 1938.
Sinonimia
- Jungermannia attenuata (Nees) Lindenb.
- Jungermannia quinquedentata f. attenuata Nees